# Field spániel
A field spániel egy brit kutyafajta.

## Történet
Kialakulása a 19. századra. 1892 után - ekkor ismerték el önálló fajtának a cocker spánieleket - tenyésztésébe bevonták a Sussex spánielt. Ez a testalkatnak és az ellenálló képességnek oly mértékű leromlását eredményezte, hogy a fajta csaknem kipusztult. Bár vadászkutyaként népszerű, a kiállításokon mostohán bánnak vele. 

## Külleme
Marmagassága 46 centiméter, tömege 16-23 kilogramm. Magasságához képest hosszú, megnyúlt testű állat. Szőrzete selymes és sima. A múlt században két típusát tartották számon. A kecsesebb változatból alakították ki a cocker spánieleket. 

## Jelleme
Természete értelmes és barátságos. 